# Ceratomyxa platichthys
Ceratomyxa platichthys is een microscopische parasiet uit de familie Ceratomyxidae. Ceratomyxa platichthys werd in 1923 beschreven door Fujita. 